# Népal
« Nepal » redirige ici. Pour les autres significations, voir Nepal (homonymie).
Népal
(ne) नेपाल
Nepāl 
Le Népal,, (en népalais : नेपाल, Nepāl) est un pays enclavé de l'Asie du Sud, bordé par la Chine (région autonome du Tibet) au nord et par l'Inde sur le reste de ses frontières. En termes de superficie, la majorité du pays se situe dans l'Himalaya, mais une partie s'étend sur la plaine indo-gangétique. À l'est, le pays est séparé du Bangladesh par le corridor de Siliguri et du Bhoutan par l'État du Sikkim (Inde).
Le Népal possède une très grande variété de paysages, s'étendant du tropical humide du Téraï, au sud, jusqu'aux plus hautes montagnes du monde, au nord. Il possède huit montagnes parmi les dix plus hautes du monde, dont, à l'est l'Everest (Sagarmatha en népalais) qui marque la frontière avec une partie de la région tibétaine de Chine. Le Népal est un pays multi-ethnique, polyglotte, multi-religieux et multi-culturel ayant le népali comme langue officielle. La capitale du Népal est Katmandou. La monnaie est la roupie népalaise.
Le Népal a été rendu célèbre pour les possibilités qu'il offre pour le tourisme, le trekking, l'alpinisme, le VTT, les safaris, le rafting et ses nombreux temples et lieux de culte.
Katmandou est la capitale (politique et religieuse) du Népal, dont elle est la plus grande ville. Les autres principales villes sont Pokhara, Biratnagar, Patan (Lalitpur), Bhaktapur, Birendranagar, Hetauda, Butwal, Bharatpur, Siddharthanagar (Bhairahawa), Birganj, Janakpur, Nepalganj, Dharan, Dhangadhi, et Bhimdatta (Mahendranagar).
Le pays est peuplé de plus de 60 ethnies et castes différentes. La caste des Chhetri (Kshatriya) constitue le groupe le plus représenté au Népal, regroupant 17 % de la population. La caste des Dalit constitue le second groupe avec 14 % de la population. Les Bahun (Brahmanes) représentent 12 % de la population (recensement de 2011) et les Janajati (ethnies autochtones) regroupent plus de cent ethnies et 35% de la population. Les Newars, considérés comme les premiers habitants de la vallée de Katmandou comptent pour 5 % de la population népalaise. Leur langue, le newari, est toujours parlée dans la vallée de Katmandou. Les autres principaux peuples du Népal sont les Tharus (7 %), les Sherpas, les Tamangs (6 %), les Gurungs, les Kirantis et les Magars (7 %).
Bien qu'il ne soit à l'origine que de 0,025 % des émissions de gaz à effet de serre, le Népal est l'un des pays les plus vulnérables et les plus affectés par le changement climatique. Avec le réchauffement climatique, la fonte des glaciers (le Népal a perdu le quart de ses glaciers entre 1997 et 2010) a entraîné la formation de lacs proglaciaires. Ces retenues d'eau représentent une menace potentiellement dévastatrice ; si les berges rompent, des dizaines de milliers de personnes pourraient être déplacées.

## Histoire

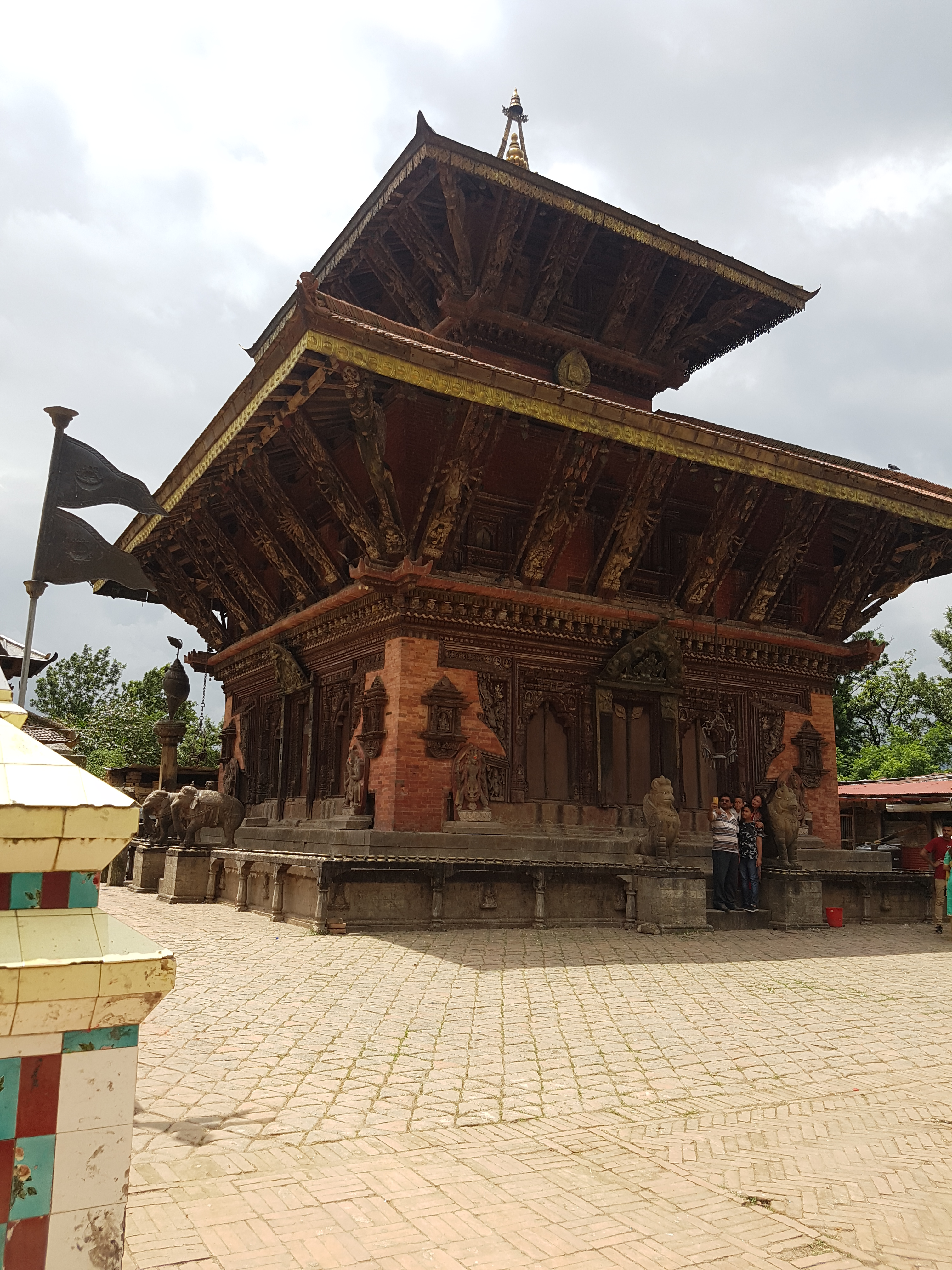
Temple de Changu Narayan.

### Dynasties Kirata et Licchavi
Entre 400 et 750 apr. J.-C., la capitale actuelle du Népal, Katmandou, était dirigée par la dynastie des Licchavi. Les vestiges archéologiques de cette période consistent principalement en des inscriptions sur pierre, datées de deux époques consécutives. La plus ancienne, l'époque Åšaka, date de 78 apr. J.-C., tandis que la seconde, Amshuvarmā, date de 576.
Bien que la plupart des inscriptions indiquent les dates et commissaires des constructions en pierre, certaines transmettent des édits royaux, des mantras religieux ou des notes historiques. C'est grâce à la corroboration entre les mythes locaux et ces découvertes archéologiques qu'un peuple antérieur aux Licchavi a été identifié, connu sous le nom de Kirata. Très peu d'informations sont disponibles à ce sujet.

### Dynastie Malla
La dynastie Malla règne sur la vallée de Katmandou, de 1201 à 1769.

### Monarchie: 1750-2006
Le Népal moderne est fondé dans la deuxième moitié du XVIIIe siècle lorsque Prithivî Nârâyan Shâh, le chef de la petite principauté de Gorkha, unifie un certain nombre d'États indépendants des contreforts de l'Himalaya en 1768. Le pays créé est fréquemment appelé le royaume Gorkha (en) ; alors que le mot « Népal » désignait traditionnellement la seule vallée de Katmandou, pays néwar.
Entre 1788 et 1792, une guerre oppose le royaume au Tibet et à la Chine.
En 1814, la guerre anglo-népalaise met un coup d’arrêt à l’expansion du royaume, qui perd plusieurs régions par le traité de Sugauli (1815). Dès lors, le pays se ferme presque totalement à toute influence étrangère jusqu’à 1950 environ (les Britanniques ayant quitté la région en 1947).
Dans les années 1840, le pays gouverné par la dynastie Shah entre dans une période d'agitation avant que la famille Rânâ accapare le poste de Premier ministre (1846-1847) dans une autocratie fortement centralisée, reléguant le monarque à un rôle de représentation.
Ce n'est qu'à partir des années 1950 que l'ancien roi Tribhuvan, de retour au pouvoir après un an d'exil en Inde, parvient à nommer un Premier ministre ne faisant pas partie de la famille Rânâ. Une constitution institue en 1959 une monarchie parlementaire pluraliste. Mais dès 1960,  les partis deviennent illégaux et une monarchie autoritaire est instaurée, la « démocratie des panchayats ».
Le régime connaîtra des périodes de libéralisation mais les partis politiques resteront interdits jusqu'à sa chute en 1990.
Lors de l'indépendance et de la partition de l'Inde en 1947, de nombreux royaumes ou principautés hindous enclavés dans le Raj, ou Indes Britanniques, rejoignent la fédération Indienne. Le Népal fait alors savoir qu'il est un royaume totalement indépendant, même s'il subissait l'influence britannique, et le pays n'a aucune intention de rejoindre l'union Indienne. De même, les autorités népalaises déclareront que le pays n'était pas concerné par les divisions entre Hindous et musulmans, qui étaient des problèmes sociaux et religieux qui concernaient l'Inde et le Pakistan. À son indépendance en 1947, le Népal devient le seul royaume hindou au monde. Le Népal nouera des relations diplomatiques avec l'Inde et le Pakistan, et aussi avec Ceylan (le futur Sri Lanka) entre 1947 et 1948. Le Népal ne connait pas les tensions que l'Inde a avec le Pakistan, depuis 1947, et entretient des relations diplomatiques normales, et cordiales, avec le Pakistan, ce qui renforce son indépendance, par rapport à l'Inde. Le Népal nouera aussi des relations diplomatiques avec le Bangladesh (ex-Pakistan Oriental) en 1974, environ 3 ans après l'indépendance de ce pays.
À partir du 18 février 1990, le Mouvement pour la restauration de la démocratie — qui regroupe les partis politiques interdits au Népal depuis 1960, dont notamment les partis communistes et le Parti du congrès — organise des grèves et des manifestations massives contre le régime. Ce mouvement donne lieu à des affrontements entre les forces de police et les manifestants. Le 6 avril, la police ouvre le feu sur un rassemblement de 200 000 personnes, tuant une cinquantaine d'entre elles. Le roi Birendra Ier, au pouvoir depuis 1972, se résout à démettre de ses fonctions son premier ministre, à dissoudre le gouvernement et à annoncer des réformes politiques. Les partis politiques sont autorisés et le système de monarchie absolue prend fin.

#### Guerre civile: 1996-2006
En 1990, la démocratie parlementaire est adoptée, mais l’ampleur de la pauvreté et des inégalités dans les zones rurales va à partir de 1996 peu à peu conduire à une guérilla d'inspiration maoïste. Les affrontements, d'abord sporadiques, engendrent une guerre civile qui fera plus de 17 000 morts. Les rebelles revendiquent l'abolition de la monarchie et l'instauration d'une démocratie, la suppression des discriminations envers les dalit et les ethnies indigènes, ou encore la lutte contre la pauvreté.
Des portions importantes du Népal sont gagnées par la rébellion. Les maoïstes en chassent les représentants des partis proches du pouvoir, exproprient les « capitalistes » locaux et mettent en œuvre leurs propres projets de développement. Ils gèrent également leurs propres prisons et tribunaux. Outre les mesures coercitives exercées, la guérilla renforce son implantation en raison d'une popularité rencontrée auprès d’importants secteurs de la société népalaise, en particulier les femmes, les intouchables et les minorités ethniques. Ainsi, les discriminations relatives aux castes sont supprimées, les femmes reçoivent des droits de succession égaux à ceux des hommes et les mariages forcés sont interdits. Par ailleurs, les maoïstes dispensent gratuitement des soins de santé et participent à des cours d'alphabétisation.
C'est dans ce contexte qu'en 2001, le roi Birendra, la reine Aiswarya, le prince héritier Dipendra et les autres enfants du couple royal sont abattus au cours d'un dîner. Le prince Dipendra, sous l'effet d'alcool et de drogue, serait l'auteur des meurtres des membres de sa famille, ayant ensuite retourné l'arme contre lui. Gyanendra, le frère de Birendra, parent absent à ce dîner, devient ainsi roi. Mais la monarchie népalaise est fortement affaiblie, d'autant que Gyanendra, soupçonné d'être le vrai instigateur de ce massacre, suspend un an plus tard le Parlement, les Conseils locaux, et démet de ses fonctions le Premier ministre Sher Bahadur Deuba.

### République depuis 2006
En 2006, face à la pression de la rue et à l'avancée des maoïstes qui chassent les forces gouvernementales des régions rurales, le roi est conduit à restaurer l'assemblée dissoute quatre ans plus tôt et nomme Premier ministre Girija Prasad Koirala qui parvient à faire voter par le Parlement une proclamation privant le roi Gyanendra de l’essentiel de ses pouvoirs.
Un accord de paix est alors établi entre le gouvernement et le Parti communiste unifié du Népal (maoïste) et signé fin 2006. L'élection d'une Assemblée constituante le 10 avril 2008 voit alors la victoire des maoïstes ; sa séance inaugurale le 28 mai suivant confirme l'abolition de la monarchie et son remplacement par une république démocratique fédérale. Le premier président de l'histoire du pays, Ram Baran Yadav est alors élu par la Constituante au scrutin indirect le 19 juillet 2008 pour assurer la transition.
Incapables de s'accorder sur une constitution, les partis finissent par constater l'échec de la première Constituante, et une seconde est à son tour élue en 2013. Les rapports de force y sont alors modifiés, avec l'arrivée en tête du Congrès népalais mais le blocage institutionnel persiste faute d'une majorité nette et à cause d'intérêts électoraux divergents et de désaccord quant à la nature de l'État et des futures institutions. Secoués par l'importance de la crise humanitaire liée au tremblement de terre de 2015, les membres de la seconde Constituante s'accordent finalement sur une nouvelle constitution qui est promulguée le 20 septembre 2015. Celle ci instaure un État démocratique républicain, fédéral, laïque, d'orientation socialiste et doté d'un régime parlementaire. Dans la foulée, la Constituante élit le 28 octobre suivant un nouveau chef de l'État, la candidate du Parti communiste marxiste-léniniste unifié, Bidya Devi Bhandari, qui devient la première femme présidente de la République et se voit chargée d'assurer la transition jusqu'à la mise en place des institutions.

#### Mise en place des institutions
Conformément à la constitution nouvellement en vigueur, les différents échelons administratifs ainsi qu'un Parlement bicaméral sont mis en place tout au long de l'année 2017 jusqu'au début de 2018. Des municipales ont lieu en plusieurs fois de mai à septembre 2017, puis des provinciales en deux temps les 26 novembre et 7 décembre 2017, le pays étant désormais composé de sept provinces, dont les noms et capitales sont alors encore à définir. Simultanément aux provinciales se tiennent les élections des 272 députés de la Chambre des représentants, chambre basse du Parlement et organe central au sein du système parlementaire népalais. Formant une « coalition de gauche », le PCM-LU et le PCM remportent la majorité absolue avec respectivement 121 et 53 sièges. Leurs dirigeants s'accordent sur la formalisation de leur alliance via la fusion prochaine des deux partis en un seul Parti communiste.
Le 7 février 2018, la chambre haute, dite Assemblée nationale, est élue au scrutin indirect par un collège d'élus municipaux et provinciaux. Le scrutin est également remporté par la coalition de gauche, qui transforme ainsi les victoires obtenues aux niveaux local et provincial l'année précédente.
Khadga Prasad Sharma Oli (PCM-LU) devient Premier ministre le 15 février 2018. Il fixe immédiatement au 5 mars la tenue de l'élection du nouveau président, et au 16 mars celle du vice-président, ces scrutins devant ainsi achever la décennie de transition post-révolutionnaire.

## Drapeau

Le drapeau népalais est le seul drapeau national qui ne soit pas rectangulaire ou carré. Il s'agissait à l'origine de deux pennons distincts, identiques aux bannières triangulaires que les chevaliers du Moyen Âge en Europe portaient au bout de leur lance. Le croissant de Lune en berceau représente la pérennité de la famille royale et le Soleil symbolise la famille Rânâ qui, depuis l'indépendance, pourvoit le pays de ses premiers ministres. Ce drapeau fut adopté en 1962.

## Politique

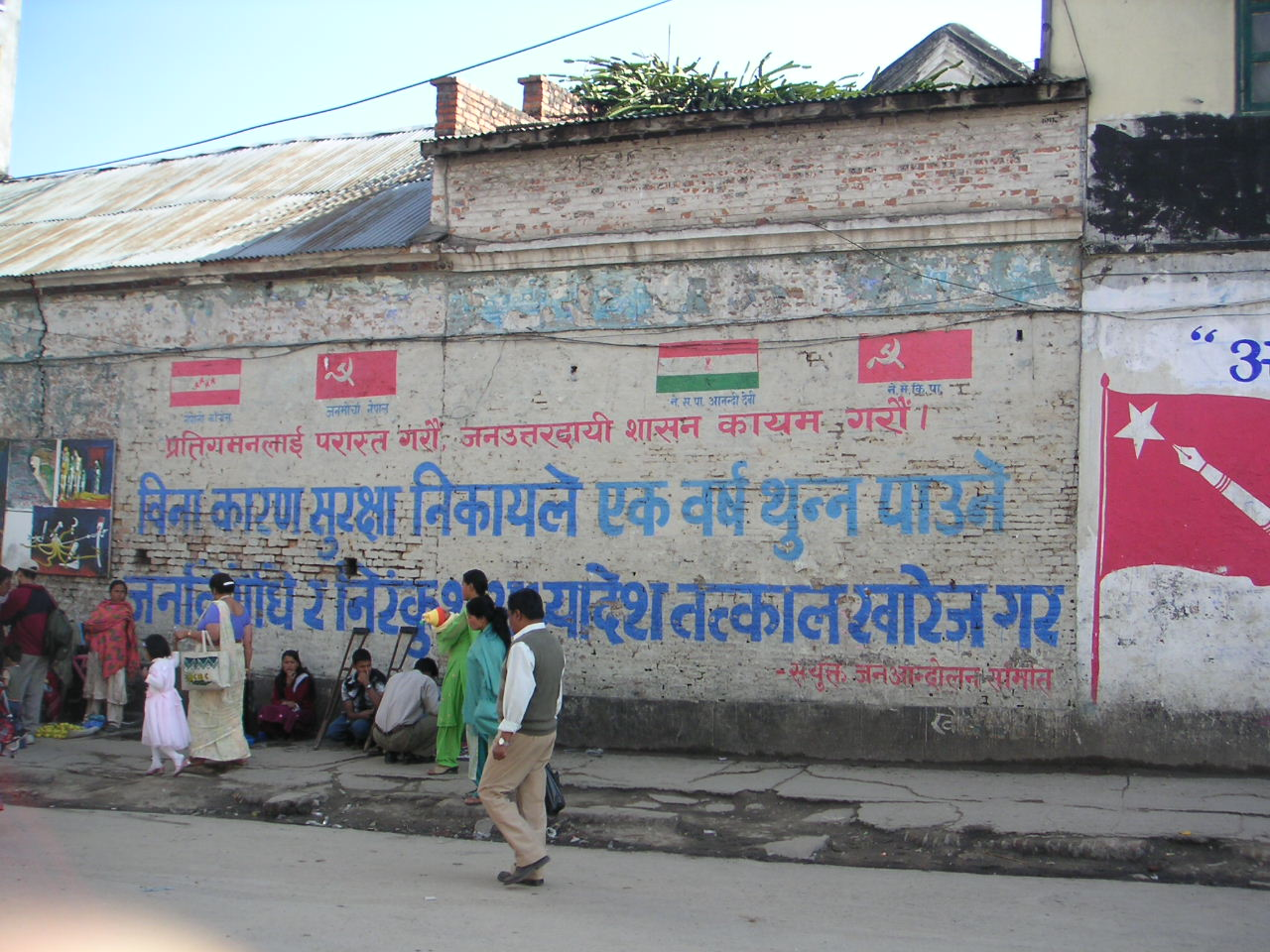
Slogans politiques.

Après une histoire riche en rebondissements où les régions qui le constituent ont connu une diversité de régimes monarchiques absolus qui se sont successivement rassemblés ou séparés, le royaume du Népal est devenu une monarchie constitutionnelle en 1990. L'instabilité politique, déjà latente, prit alors de l'ampleur à partir de 1996, où une insurrection menée par le Parti communiste unifié du Népal (maoïste), la « guerre populaire népalaise », apparut notamment dans les campagnes. Celle-ci luttait pour l'abolition de la monarchie et des structures féodales, afin d'établir une « république populaire ». L'arrivée sur le trône de Gyanendra, personnage déjà très impopulaire, a aggravé la situation lorsque celui-ci a cherché à exercer un pouvoir personnel en suspendant les libertés fondamentales et le parlement.
En avril 2006, une grève générale en faveur de la démocratie a fini par faire céder le souverain. Le parlement fut alors rétabli dans ses droits le 24 avril et, durant le mois de mai suivant, retira au monarque la majorité de ses prérogatives. En 2007, un nouveau gouvernement de transition[Lequel ?] a été mis sur pied, composé de représentants des principaux partis politiques népalais dont cinq ministres appartenant à l’ex-guérilla maoïste. Le 28 décembre, le Parlement provisoire a approuvé, à 270 voix contre 3, une résolution prévoyant de faire du Népal « un État fédéral, démocratique et républicain », après l'élection d'une assemblée constituante chargée de rédiger une nouvelle constitution. L'assemblée a été élue le 10 avril 2008 et a vu la victoire relative des maoïstes qui ont remporté plus du tiers des 601 sièges. La séance inaugurale de cette assemblée durant laquelle la monarchie a été abolie et remplacée par une république a eu lieu le 28 mai 2008. Le 21 juillet suivant, cette assemblée a élu Ram Baran Yadav, membre du Congrès népalais, à la présidence de la République. Cependant, cette assemblée constituante s'est avérée incapable de s'entendre sur le texte d'une nouvelle constitution et s'est auto-dissoute le 27 mai 2012, ouvrant une crise politique résolue avec l'arrivée d'un Conseil Électoral Intérimaire[source insuffisante] en mars 2013 constitué d’anciens hauts fonctionnaires chargés d'organiser des élections générales. Celles-ci, en novembre 2013, ont vu la victoire des partis traditionnels comme le Congrès népalais et le Parti communiste du Népal (marxiste-léniniste unifié), au détriment des maoïstes. 
Au Népal le soutien à un parti politique est souvent moins lié à une adhésion idéologique qu'à une forme d'appartenance familiale. Ainsi, il est fréquent que l'ensemble d'une famille soutienne un même parti, et ce sur plusieurs générations.
La Constitution est adoptée le 15 septembre 2015 avec une entrée en vigueur prévue le 20 septembre. Son adoption a lieu à la suite du tremblement de terre qui a affecté le pays, et qui provoque un sursaut d'union de la part des trois principaux partis, en réaction à l'inertie du gouvernement lors de la catastrophe. Elle se fait toutefois dans un fort climat de violence, avec des manifestations provoquant la mort de 30 militants, de dix policiers et de deux enfants. Certaines minorités telles que les Madhesis s'estiment lésées par le redécoupage des frontières intérieures, et la nouvelle Constitution est dénoncée par les féministes comme entrainant une régression du statut des femmes. Il est prévu que Sushil Koirala, le premier ministre en place, laisse sa place de façon intérimaire à K. P. Sharma Oli, le leader du Parti communiste du Népal (marxiste-léniniste unifié), qui formera un nouveau gouvernement en attendant l’organisation d’élections.
Le 28 octobre 2015, Bidya Devi Bhandari est élue présidente du pays. Le 3 août 2016, Pushpa Kamal Dahal redevient Premier ministre, quinze jours après la démission forcée de K. P. Sharma Oli. Sher Bahadur Deuba lui succède le 7 juin 2017. Ram Chandra Poudel est élu président en 2023.
Le Népal a depuis la chute de la monarchie en 2006 l'une des sociétés les plus libres du continent asiatique, notamment concernant la liberté de presse.

## Subdivisions administratives

Les sept provinces du Népal.

Depuis la mise en place de la constitution népalaise de 2015 le Népal est un État fédéral constitué de sept provinces.

### Avant 2015
Le Népal était subdivisé en cinq régions de développement (विकास क्षेत्र, vikās kṣetra), en 14 zones administratives (अञ्चल, añcal, transcrit par « anchal », au singulier et au pluriel) et en 75 districts (जिल्ला, jillā, transcrit par « jilla »).

### Mustang
Le Mustang est un petit territoire situé dans le nord du Népal et fondé vers 1380. Cet ancien royaume, également appelé le « Royaume interdit », a pour capitale Lo Mantang. Isolé au sein de l'Himalaya jusqu'au début des années 1980, avec un régime de type féodal, il s'ouvre alors sur l'extérieur et notamment aux touristes en 1992.
À la suite de la proclamation de la république au Népal en 2008, la royauté a été abolie au Mustang.

## Géographie

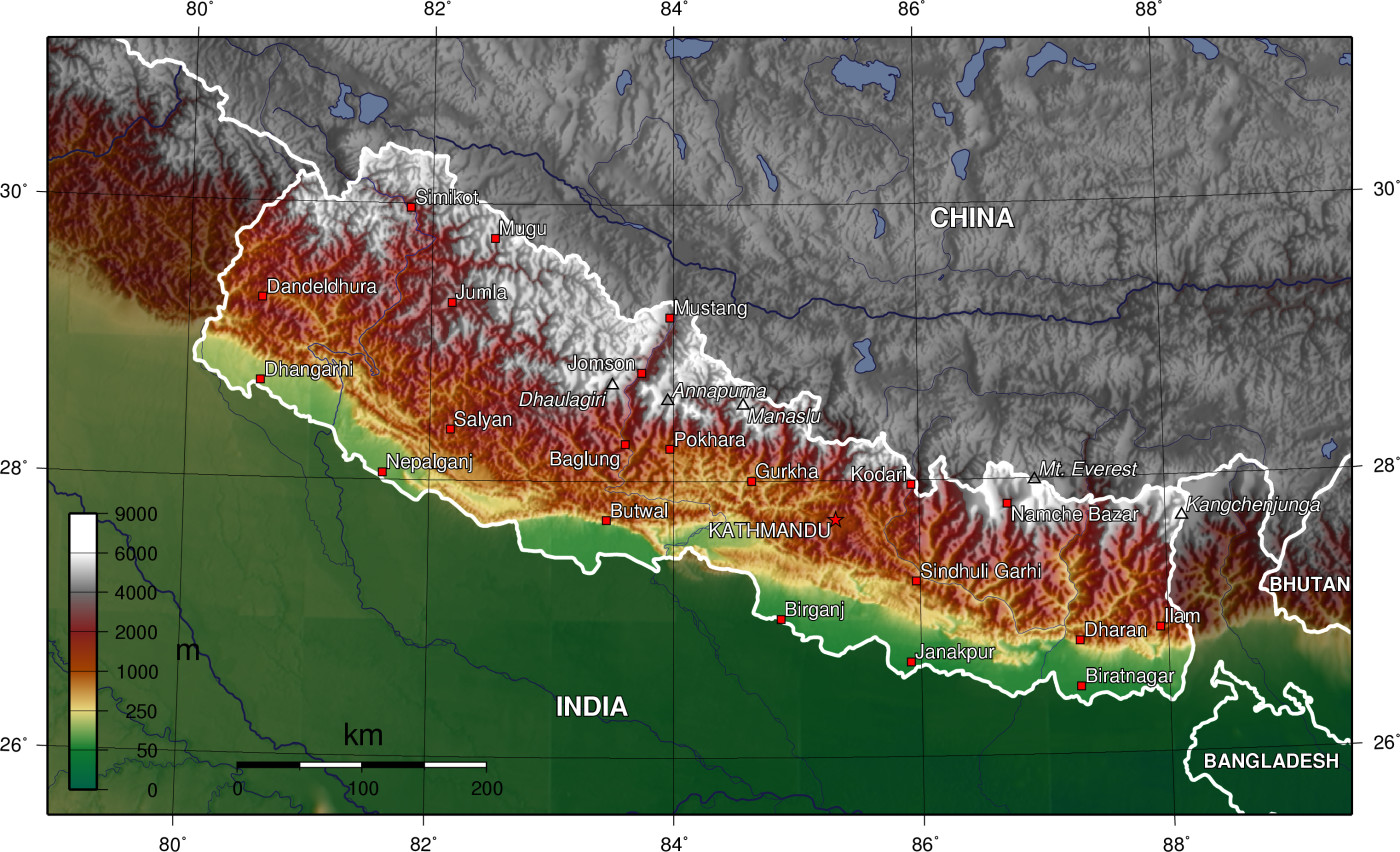
Carte physique du Népal.

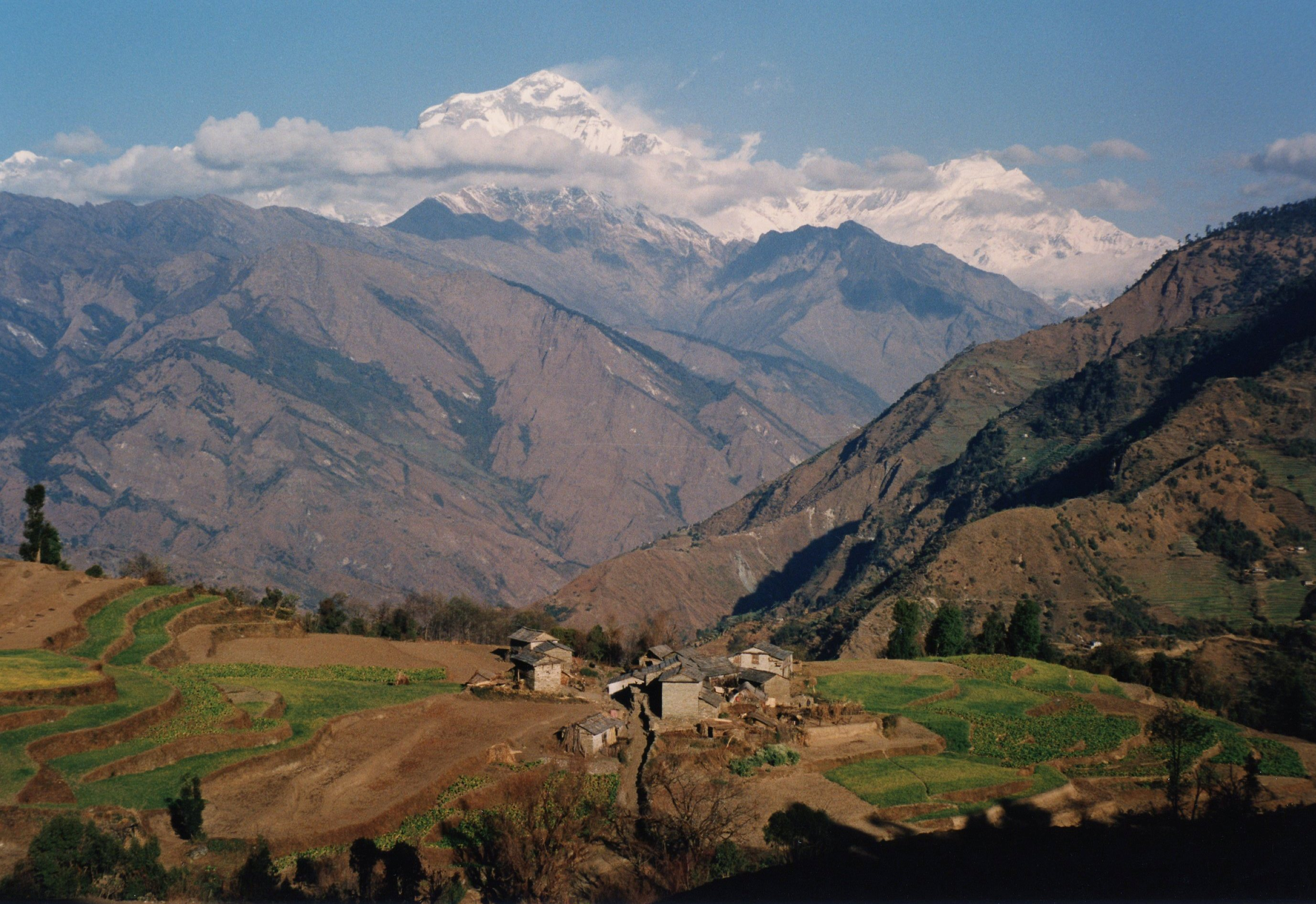
Au fond, enneigé, le mont Dhaulagiri vu de Ghorepani, petit village des « collines ».

Le Népal a approximativement la forme d’un trapèze. Petit pays de 800 km de longueur et environ 200 km de largeur, il couvre une surface de 147 181 km2. Il est enclavé entre l'Inde et la Chine avec lesquelles il partage 2 810 km de frontières terrestres.
Seulement 20 % de la superficie totale du pays est cultivable et les besoins croissants de la population en bois de chauffage et en riz entraînent une déforestation importante.
D’un point de vue physique, le Népal peut être divisé en trois zones (ceintures) grossièrement orientées est-ouest : la zone montagneuse, la zone des collines et la région du Teraï.
Ces trois zones sont parcourues par les cours d’eau majeurs du pays. L'altitude varie de 60 mètres dans le Téraï à 8 849 mètres au sommet du Chomolungma (Everest).

### Climat
Cet énorme dénivelé entraîne une grande diversité de climats et de terrains :
- subtropical dans les plaines du Téraï qui bordent l’Inde au sud, traversées par un système de trois rivières majeures (Kosi, Narayani et Karnali) qui appartiennent à la bordure Nord des plaines indo-gangétiques ;
- tempéré dans la région centrale de montagnes basses et de collines ;
- froid et sec dans la région des hautes montagnes de l'Himalaya.

Le Népal figure parmi les pays du monde les plus affectés par le dérèglement climatique, qui fait fondre les glaciers et menace de rompre des moraines retenant l'eau des lacs.

### Géologie
Le Népal est une région soumise à des séismes fréquents en raison de la subduction de la plaque indienne sous la plaque eurasiatique, à l'origine de l'élévation de l'orogène Himalaya.
Le 25 avril 2015, un séisme de magnitude 7,8 a causé la mort de plus de 8 000 personnes et plus de 16 000 blessés. Le 12 mai 2015 un autre séisme, de magnitude 7,3, frappe le Nord du Népal et se fait ressentir jusqu'à New Delhi, en Inde. Le 3 juin 2015, le gouvernement népalais publie un bilan de 8 702 morts et 22 493 blessés pour les deux séismes.

### Ressources naturelles
Le Népal dispose de ressources naturelles (forestières notamment), en hydroélectricité, des ressources minérales (cuivre, zinc, calcaire, mica). En juin 2025, le gouvernement a annoncé la découverte de vastes réserves de méthane (peut-être jusqu'à 112 milliards de mètres cubes, selon les résultats d'un forage qui a atteint 4 013 mètres, mené conjointement avec le Service géologique de Chine dans le district de Dailekh (ouest du pays). Ce gaz pourrait réduire la dépendance du pays au pétrole (16 % de ses importations totales en valeur en 2024), mais il s'agit d'une ressource fossile qui dégradera le climat.

## Économie

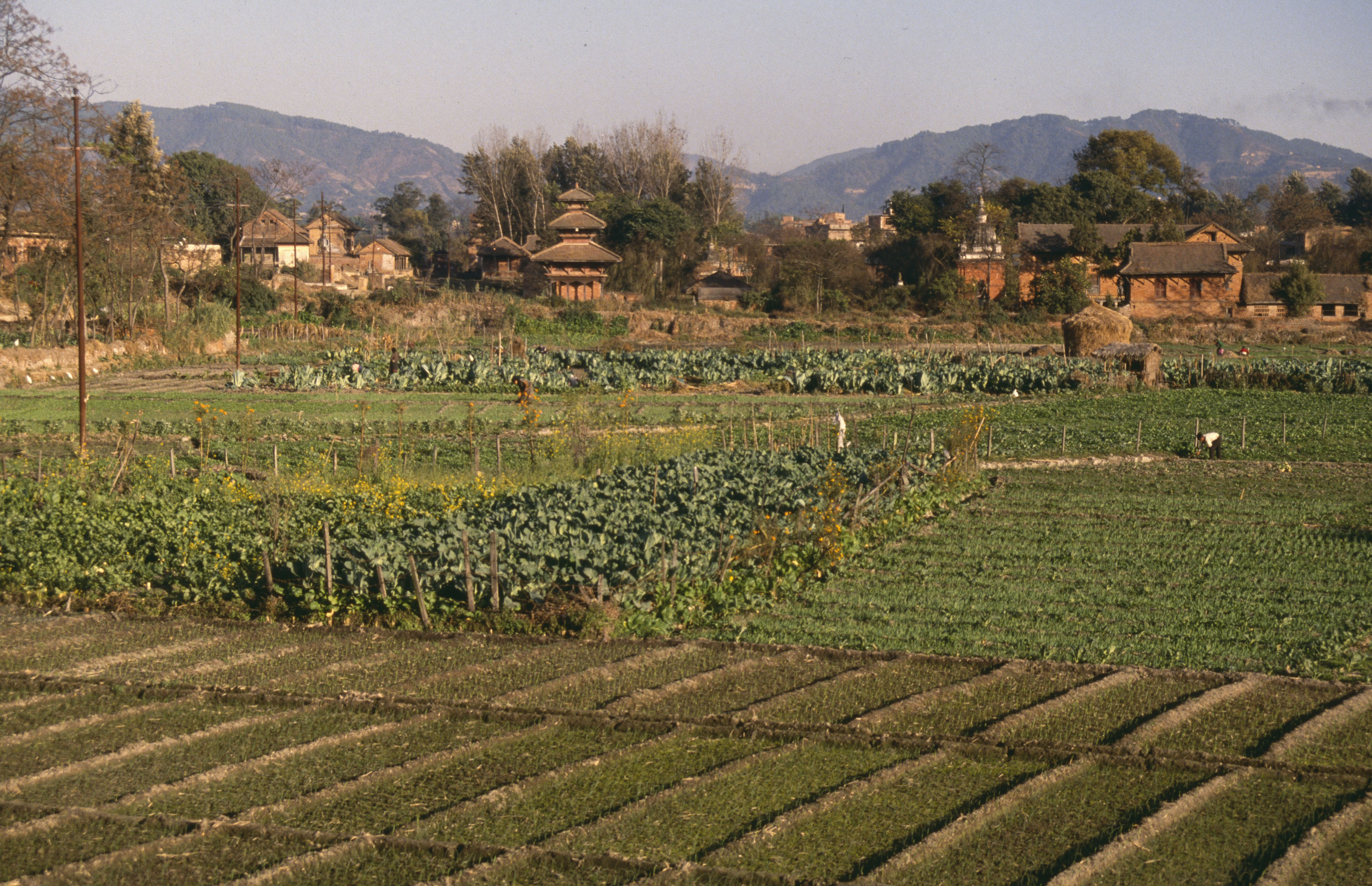
Champs dans la vallée de Katmandou.

Pays fermé jusque dans les années 1950, le Népal est aujourd'hui l'un des pays les plus pauvres au monde avec un revenu moyen par personne de 730 dollars par an.
On estime en 2025 le nombre de Népalais travaillant à l'étranger à 2,6 millions de personnes, auxquels il faut ajouter les travailleurs saisonniers qui se rendent en Inde, ce qui peut presque doubler ce nombre. Le pays dépend fortement de l'argent envoyé au Népal par les travailleurs migrants, comptant pour près de 10 milliards de dollars soit 25 % de son PIB. L'aide internationale représente 1,4 milliard de dollars par an, le tourisme 800 millions de dollars. 
L'agriculture emploie 1/3 de la population active. Quant à l'industrie, elle se concentre autour de quelques secteurs, principalement le tabac, la tapisserie et le riz. Ses performances économiques sont handicapés par sa géographie. Ainsi, uniquement 20 % de la surface totale est cultivable. On y trouve une industrie en cours de mutation avec une proto-industrialisation forte. Le secteur des services est en croissance depuis 30 ans : en 1980 il représentait 26 % du PIB du Népal, aujourd'hui[Quand ?] il constitue plus de 42 % du PIB. Cette croissance est due au tourisme et au secteur informatique. En 2023, le Népal a accueilli plus d’un million de touristes, dont 53 % d’Asiatiques (principalement indiens, chinois ou coréens). En 2024, le Népal est classé en 109e position pour l'indice mondial de l'innovation.
La majorité des Népalais sont rémunérés à la journée comme ouvrier agricole, main-d’œuvre sur un chantier ou employé d'hôtel et de restaurant, et perçoivent autour de 700 roupies par jour (4,63 euros), une somme impossible à convertir en salaire mensuel, tant le chômage est élevé et les emplois précaires. Selon le gouvernement, 20 % de la population ont un revenu inférieur aux 200 roupies par jour et par personne (1,40 euro, soit 42 euros par mois) nécessaires à une vie décente et se situent en dessous du seuil de pauvreté fixé par le gouvernement. 
Toutefois, on peut souligner les efforts effectués par le Népal ces dernières années pour réduire le taux d'illettrisme (particulièrement chez les jeunes), la pauvreté et la mortalité infantile. Récemment, le Rwanda, le Bangladesh et le Népal ont fait des efforts notables pour diminuer leur taux de pauvreté. En sept ans, la population vivant sous le seuil de pauvreté a été divisée par deux passant de 53,51 % en 2003 à 24,8 % en 2010. Ainsi, le taux de pauvreté se réduit de 4 % par an en moyenne.
L'Inde lève en 1990 le blocus qu'elle avait imposé au Népal un an auparavant, en représailles à l'achat d'armes chinoises par le gouvernement népalais. Il avait provoqué de graves dommages à l'économie du pays. Le gouvernement annonce en 1991 entreprendre la privatisation de la plupart des entreprises publiques du royaume.
Avec la proclamation de la République, en 2006, un projet d'union avec l'Inde refait son chemin, et revient dans les idées, et discussions des hommes politiques et autres parlementaires : en 1947, dès la création de l'union indienne, le royaume du Népal s'était déclaré farouchement indépendant, affirmant que même s'il avait connu l'influence britannique, il était indépendant du Raj britannique. Depuis 1947, le Népal est un pays enclavé, sans accès à la mer, et il doit payer des frais de douane pour l'exportation de ses marchandises avec l'Inde. Rejoindre l'union Indienne pourrait avoir des avantages pour le Népal, dont, en premier lieu, de le désenclaver, mais cette union sera peu probable dans l'avenir, car les nationalistes restent nombreux dans ce pays, et ils souhaitent farouchement conserver l'indépendance du Népal. De plus, la Chine ne veut pas d'une union de ce pays avec l'Inde, et elle reste attentive à l'évolution politique de ce pays.[réf. nécessaire]
La pandémie de Covid-19 fait à nouveau plonger le Népal dans une crise économique majeure. Le pays reste dépendant des transferts de fonds des migrants, qui représentent un tiers du PIB (plus de 15 % de la population népalaise vit à l'étranger, notamment dans les pays du Golfe, où les ouvriers népalais représentent une main d’œuvre bon marché).

## Démographie

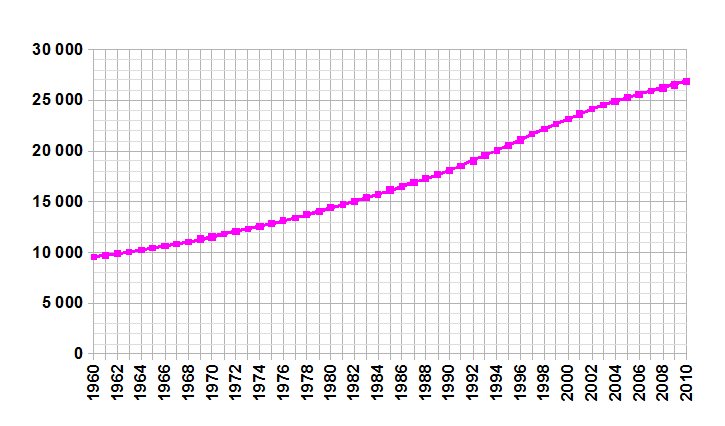
Évolution de la démographie entre 1960 et 2010 (chiffre de la FAO, 2012). Population en milliers d'habitants.

La population du Népal était estimée en 2016 à environ 29 millions d'habitants. La densité de population — rurale à 87 % — était d'environ 197 hab./km2, toutefois, la majorité des Népalais vivant dans le Teraï et la vallée de Katmandou, la densité de population est beaucoup plus importante dans ces zones.
Le système des castes reste présent dans la société népalaise. La plupart des hommes politiques, hôteliers, commerçants, entrepreneurs, directeurs d'administration ou encore des professeurs d'université sont issus des castes les plus hautes, celle des bahun (ou des brahmanes, la caste des clercs), qui représente aujourd'hui 11 % de la population. et dans une moindre mesure de celle des chhetri (ou kshatriya, caste des guerriers), 16 % de la population. Tout en bas figurent les dalit (ex-« intouchables », 14 % de la population), qui sont victimes de nombreuses discriminations.

### Santé
En 2016, l'espérance de vie était de 70,1 ans pour les hommes et de 71,3 ans pour les femmes, le taux de mortalité infantile s'élevait à 28,9 ‰ et le taux de natalité — 19,9 ‰ — demeurait élevé.
Selon l'Environnemental Performance Index de l'Université Yale, le Népal est considéré en 2014 comme le deuxième pays le plus pollué de la planète derrière le Bangladesh.

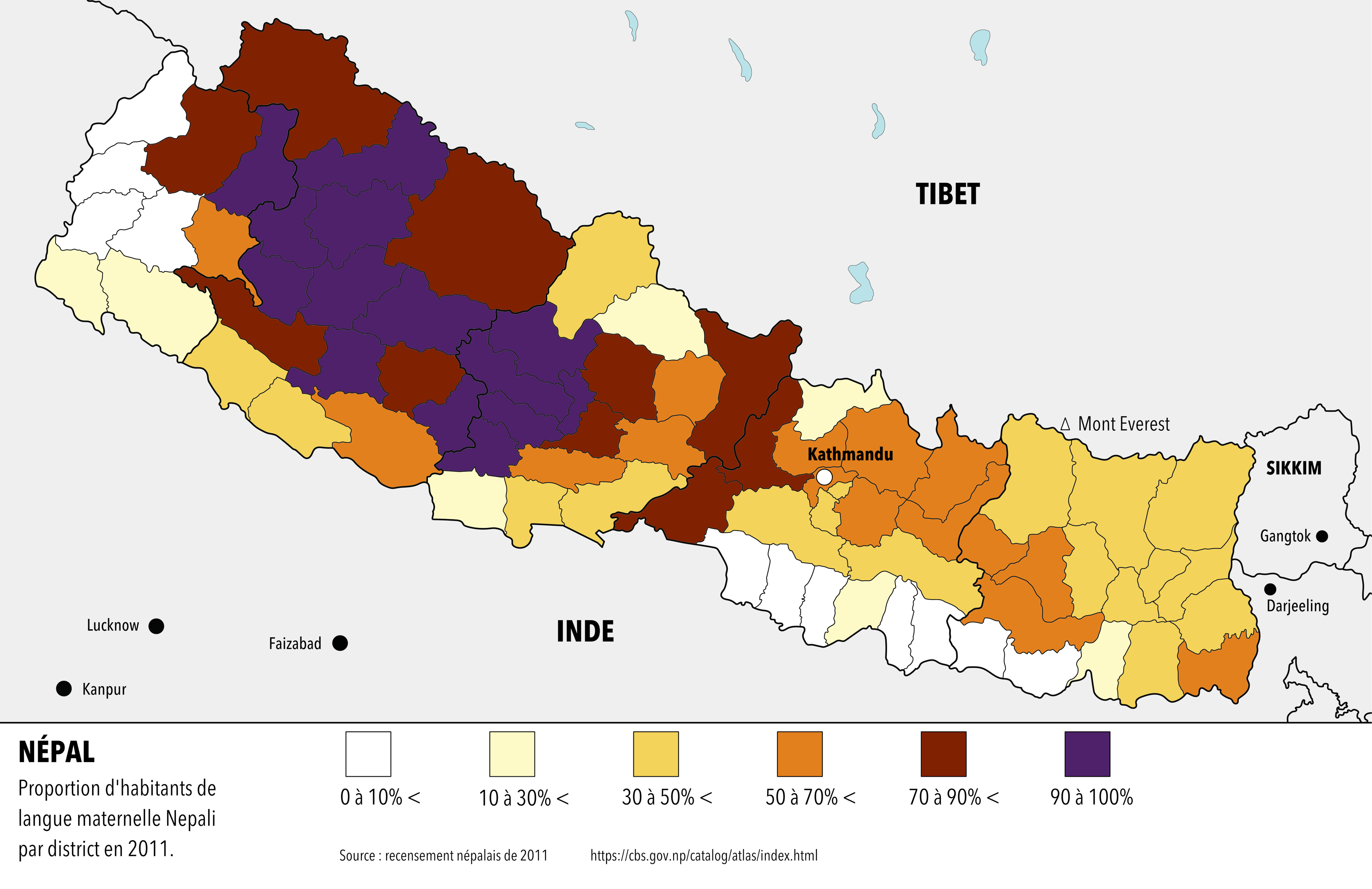
Proportion d'habitants de langue maternelle népali par district lors du recensement de 2011.

## Langues
Lors du recensement réalisé en 2011, un peu plus de 11,8 millions d'habitants ont déclaré avoir le népalais pour langue maternelle soit 44,64 % de la population. De plus, 33 % de la population déclarent l'avoir pour langue secondaire.
La deuxième langue maternelle du Népal est le maïthili parlé par près de 3,1 millions d'individus (11,67%). Ils sont regroupés, pour l'essentiel, dans les districts de Dhanusha, Mahottari, Saptari et Siraha où ils composent plus de 80 % de la population. Ces districts sont situés au sud-est du Népal, dans la zone du Teraï.
Les troisième et quatrième groupes linguistiques, de taille comparable (environ 6 % de la population chacun) sont apparentés au maïthili : il s'agit du bhodjpouri majoritaire dans les districts de Bara et Parsa (Terraï central) et du tharu (en), langue maternelle de 52 % des habitants du district de Bardiya et de 41 % de celui de Kailali. Les langues maïthili, bhodjpouri et tharu (en) appartiennent au groupe bihari des langues indo-aryennes.
Les langues qui occupent la cinquième et sixième place s'agissant du nombre de locuteurs sont respectivement le tamang (en) (5,11 % de la population) et le nepalbhasha ou néwari (3,20 %). Ces deux langues appartiennent à la famille des langues sino-tibétaines. Le tamang est majoritaire dans le seul district de Rasuwa situé au nord de la Katmandou, à la frontière avec le Tibet. Il est cependant la langue maternelle de plus d'un tiers de la population des districts de Kavrepalanchok, Makwanpur, Nuwakot et Sindhupalchok qui entourent la capitale. Le nepalbhasha est quant à lui pratiqué par 17 % des habitants de Katmandou. 70 % de ses locuteurs habitent la capitale et ses districts limitrophes (Lalitpur ou Bhaktapur notamment).
Enfin, cinq autres langues comptent plus de 500 000 locuteurs chacune à savoir, par ordre d'importance, le bajjika (793 000), le magar (789 000), le dotyali (788 000), l'ourdou (692 000) et l'awadhi (502 000).

## Cultures

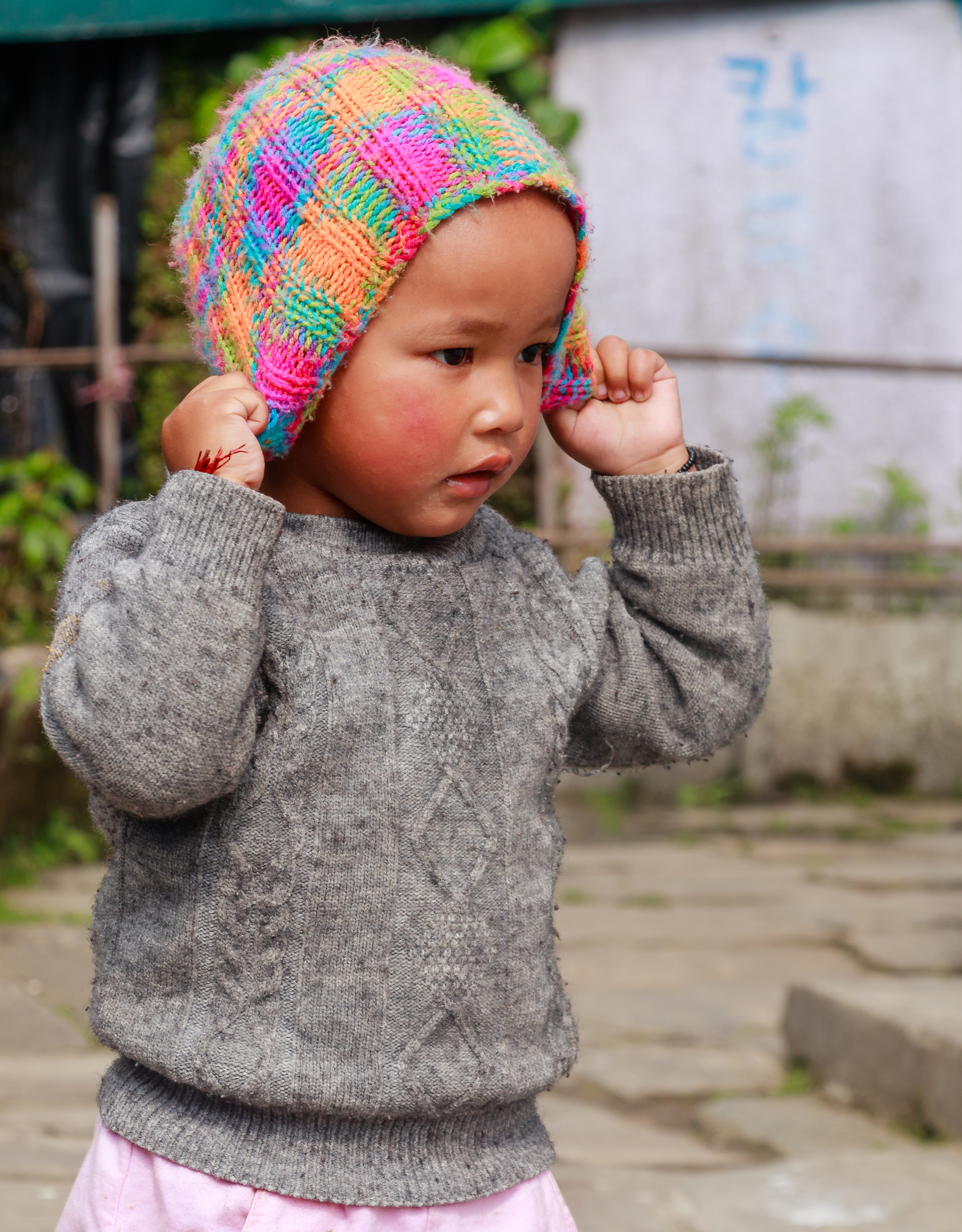
Enfant du Népal dans la vallée de Pokhara en 2019.

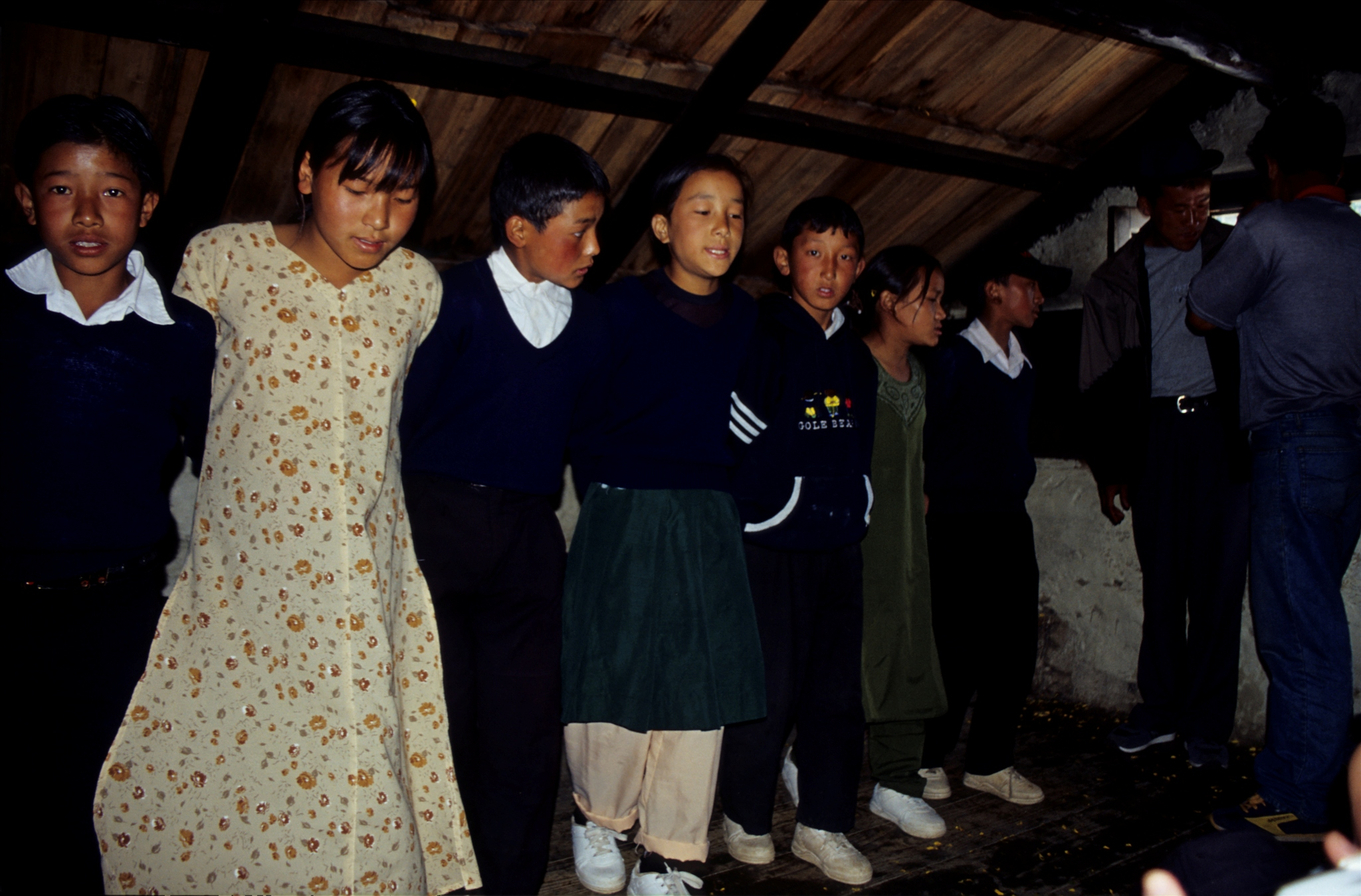
Écoliers dansant.

- Culture indo-aryenne
- Culture mongole
- Culture mixte

## Religions

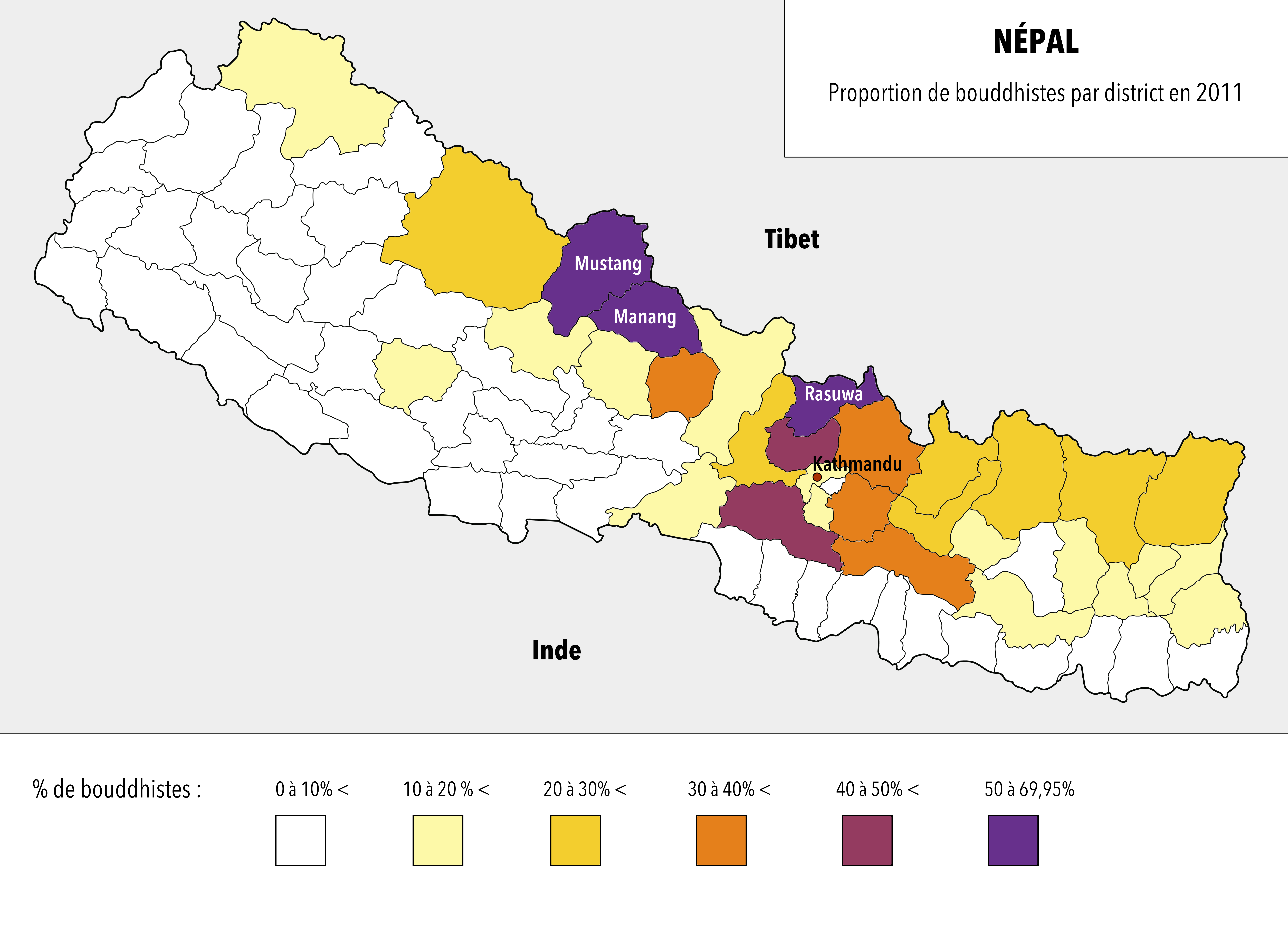
Proportion de bouddhistes par district lors du recensement de 2011.

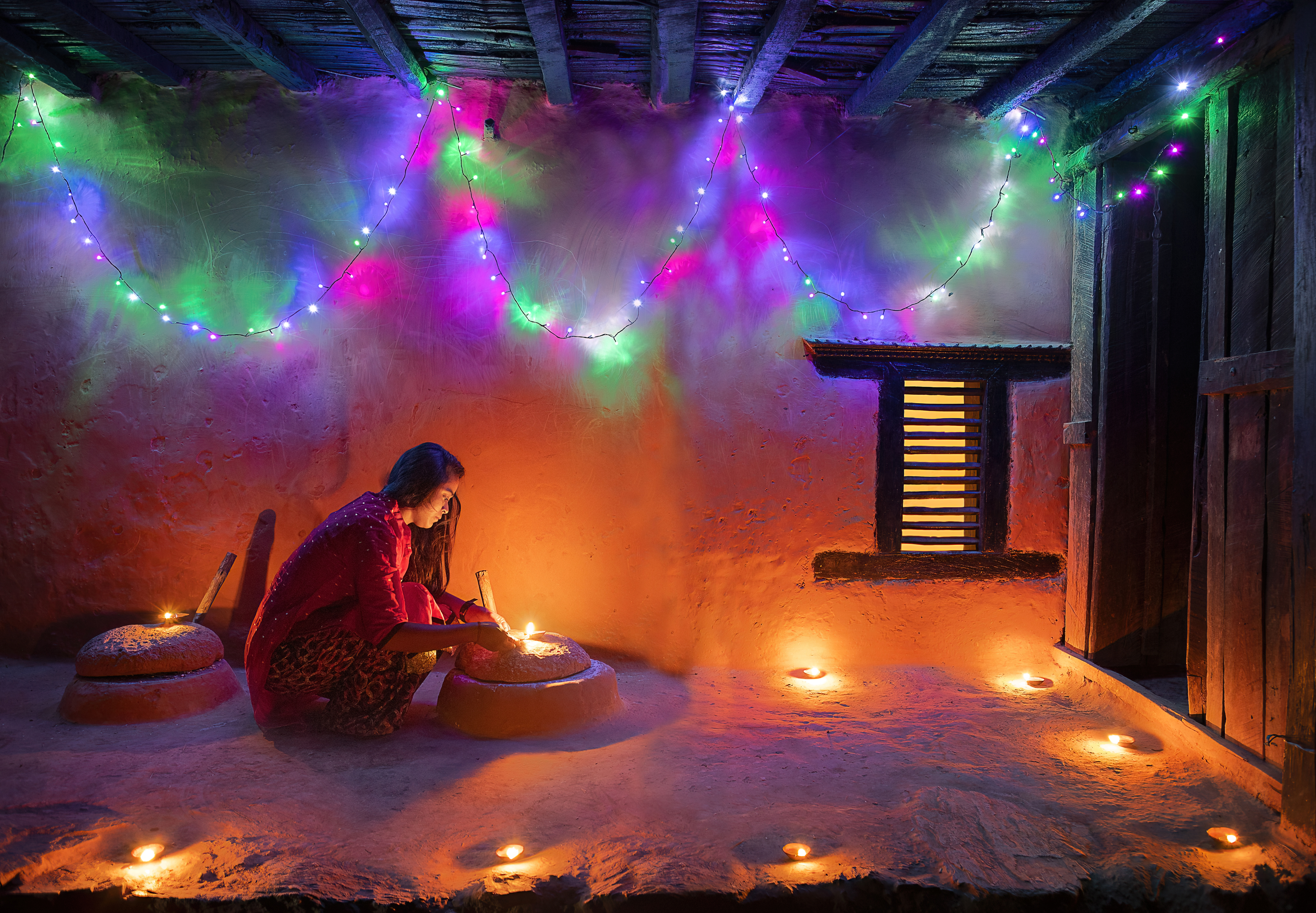
Tihar, fête des lumières au Népal et dans quelques parties de l'Inde : une sœur (au 5e jour de la fête, les sœurs vénèrent les frères et réciproquement) allume des diyas.

Le Népal est un pays multi-religieux à très forte majorité hindouiste avec 81,3 % de pratiquants. La seconde religion la plus exercée est le bouddhisme (9 %), les musulmans sont environ 5 % et les chrétiens 1 % de la population. Certaines des dates des fêtes sont variables, en fonction du type de calendrier utilisé.
La liste des jours fériés nationaux comprend 83 fêtes hindoues ; plus aucune fête chrétienne n'est fériée depuis que Noël a été retiré de cette liste en 2016 après y avoir été introduit 8 ans plus tôt.
| Date                     | Nom français                                                         | Nom local                                                |
| ------------------------ | -------------------------------------------------------------------- | -------------------------------------------------------- |
| 18 février               | La nuit de Shiva                                                     | Shiva Ratri                                              |
| février                  | Nouvel an Sherpa, Tamang, Gurung                                     | Losar                                                    |
| 6 mars                   | Fête des couleurs                                                    | Holi Purnima ou Fagu Purnima                             |
| 14 avril                 | Nouvel an népalais                                                   | Nayabarsa (« nouvelle année » en népali) ou Bisket jatra |
| 4 mai                    | Anniversaire de la naissance de Bouddha                              | Buddha Jayanti                                           |
| 28 mai                   | Journée de la République                                             |                                                          |
| 7 juillet                | (jusqu'en 2005) Fête nationale, anniversaire de la naissance du roi, |                                                          |
| 31 juillet               | Festival du cordon sacré                                             | Janaï Purnima                                            |
| 1er août                 | Fête de la vache                                                     | Gai Jatra                                                |
| 10 août                  | Anniversaire de la naissance de Krishna                              | Krishnastami                                             |
| 16 septembre             | Fête des femmes                                                      | Teej (ne)                                                |
| 27 septembre             | Fin de la mousson                                                    | Indrajatra ou Fête de Kumari                             |
| 28 septembre             | Adoration de la déesse Durga                                         | Dasain                                                   |
| 16 octobre au 19 octobre | Fête des lumières                                                    | Tihar ou Diwali                                          |

### Filmographie
- Népal, la fin d'un pays, film d'Alain Jomier, avec Jean-Christophe Victor, Arte vidéo, ADAV, Paris, 200?, 11 min (DVD), coll. Le Dessous des cartes.
- Aventures au Népal, film de Cécile Majnoni d'Intignano, Screen services, Chilly-Mazarin, 2006 (cop. 1999), 52 min (DVD).
- Les voies de la sagesse, un film de Nicolas Cotto, France 5, 2017.